# Пет језера Фуџија
Пет језера Фуџија су пет великих језера у подножју планине Фуџи. У северном делу планине се налази само језеро на обалама острва Хоншу. Планина заједно са језером се налази у националном парку Фуји-Хаконе-Изу.

## Језеро Кавагучи
Најпопуларније од 5 језера. Али највише је и комерцијализовано. Одлична база за планинарење.

## Језеро Мотосу
Девето најдубље језеро у Јапану.Дубина воде 121,6 метара. Надморса висина 900 метара.. Постоје докази који су показали језеро Шоико и језеро Саико добро повезани подземним воденим путевима са овим језером. Подручје садржи бројна одмаралишта, кампове, хотеле…

## Језеро Иаманака
Највеће од пет језера, а треће по величини у Јапану. Оно се најчешће користи за скијање на води али и за купање. Налази се на 980 метара надморске висине.

## Језеро Саико
Четврти по величини и други о дубини од ових пет језера. Дубина воде 71.1 метара. Језеро се налази на границама националног парка Фуји-Хаконе-Изу. Оно има и вештачки канал који је повезан са језером Кавагучи. Популаран је и за спортски риболов.

## Језеро Шоико
Најмање од пет језера. Користи се искључиво за риболов.